# Moje boje
Moje boje je osmi studijski album hrvatskog pjevača Miroslava Škore.
Album je izdan u prosincu 2008. godine i sadrži 12 pjesama.
1. "Jorgovan" (4:38)
2. "Daleko je kuća moja" (4:15)
3. "Jeleno lijepa" (4:10)
4. "Oltar" (5:21)
5. "Srce jako je" (3:44)
6. "Ritkaš pustara" (2:56)
7. "Šil, dil, daj" (4:02)
8. "Domovina" (5:11)
9. "Umoran sam anđele" (5:05)
10. "Sve je rećeno tišinom" (4:10)
11. "Put lubenica" (glazba iz filma Put lubenica) (3:30)
12. "Jorgovan" (tamburaška verzija) (4:41)

Ukupno vrijeme: 51:49